# Jerzy Wandzel
Jerzy Wandzel (ur. 1941) – polski działacz sportowy i samorządowy, prezydent Słupska od 2001 do 2002 roku.
Do Słupska przeniósł się wraz z rodziną z Bydgoszczy. Posiada wykształcenie wyższe. W latach 80. był działaczem klubu koszykarskiego Czarni Słupsk. Należał do Sojuszu Lewicy Demokratycznej. Prezydentem Słupska został, gdy Jerzy Mazurek w grudniu 2001 został powołany na stanowisko podsekretarza stanu w Ministerstwie Spraw Wewnętrznych i Administracji. W trakcie sprawowania urzędu pozostawał w konflikcie z radą. W wyborach bezpośrednich z 2002 ubiegał się o stanowisko prezydenta, jednak w pierwszej turze zdobył 14,81% poparcia (3567 głosów), co dało mu trzecie miejsce. Na jego następcę został wybrany Maciej Kobyliński, który w drugiej turze pokonał Roberta Strąka. W tych samych wyborach został radnym z ramienia Słupskiego Porozumienia Samorządowego. W roku 2015 zasiadł w Radzie Prezydenckiej, organie powołanym przez nowego włodarza miasta, Roberta Biedronia.
Ma syna Macieja, przedsiębiorcę zarządzającego m.in. funduszem TFI Progres, który przeprowadził także fuzję Vistuli i Wólczanki, a w 2014 został współwłaścicielem Legii Warszawa. Jego wnukiem jest piłkarz Aleksander Wandzel.